# 柬埔寨—塞舌尔关系
柬埔寨－塞舌尔关系是指柬埔寨王国和塞舌尔共和国之间的双边关系。兩國均為不結盟運動、77國集團、法文國家及地區國際組織成員國。

## 政治交流
柬埔寨和塞舌尔均曾經為法蘭西殖民帝國的一部分。冷战期间，同属于东方阵营的柬埔寨人民共和国与弗朗斯-阿尔贝·勒内统治下的塞舌尔于1980年建立了官方联系，1996年8月15日，柬埔寨王国继承了原先柬埔寨人民共和国与塞舌尔确立的外交关系，此后两国关系友好发展。
2009年，塞舌尔开始向柬埔寨派遣非常驻大使，由塞舌尔驻华大使兼任。
2010年，塞舌尔外交部长让-保罗·亚当访问柬埔寨，并与柬埔寨副首相兼外交与国际合作部长贺南洪代表两国政府签订了经济技术合作协议。
2014年，塞舌尔外交部长让-保罗·亚当再次访问柬埔寨，并与柬埔寨外交与国际合作部秘书欧伯日举行会谈，期间两国签署了六项合作协议。

## 旅行与签证

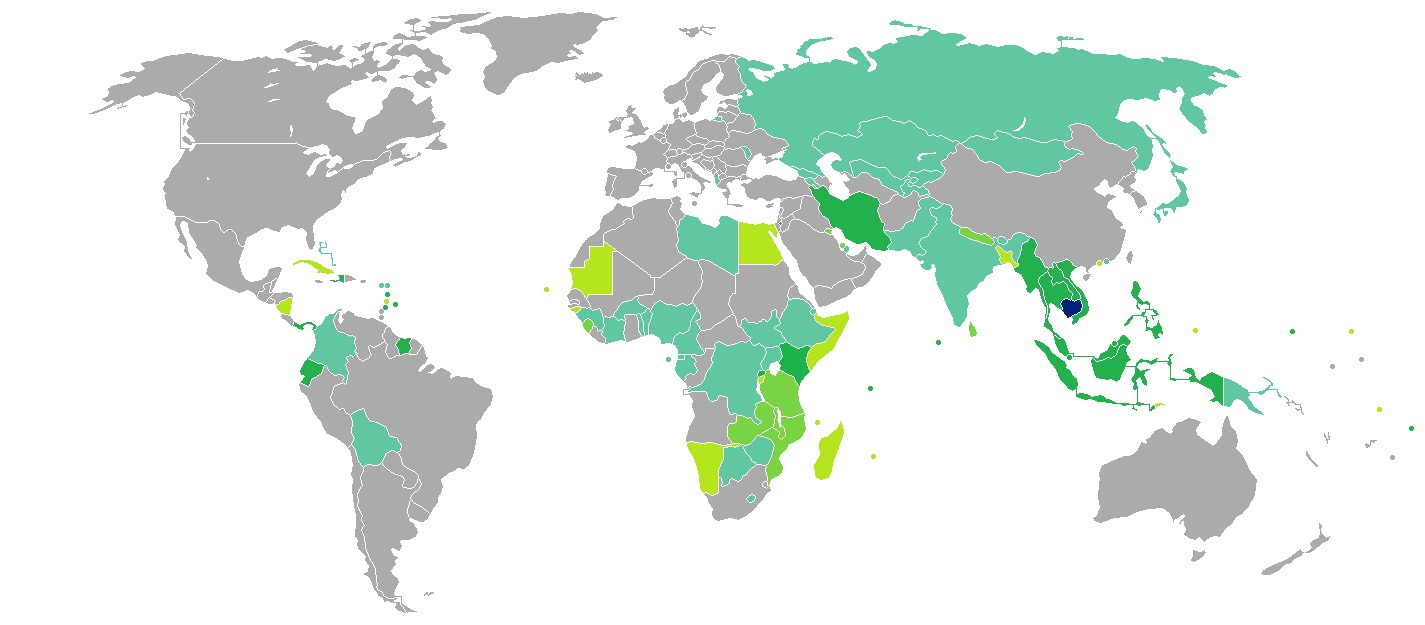
持柬埔寨護照的柬埔寨公民簽證要求分布圖：入境塞席爾可以免簽證。

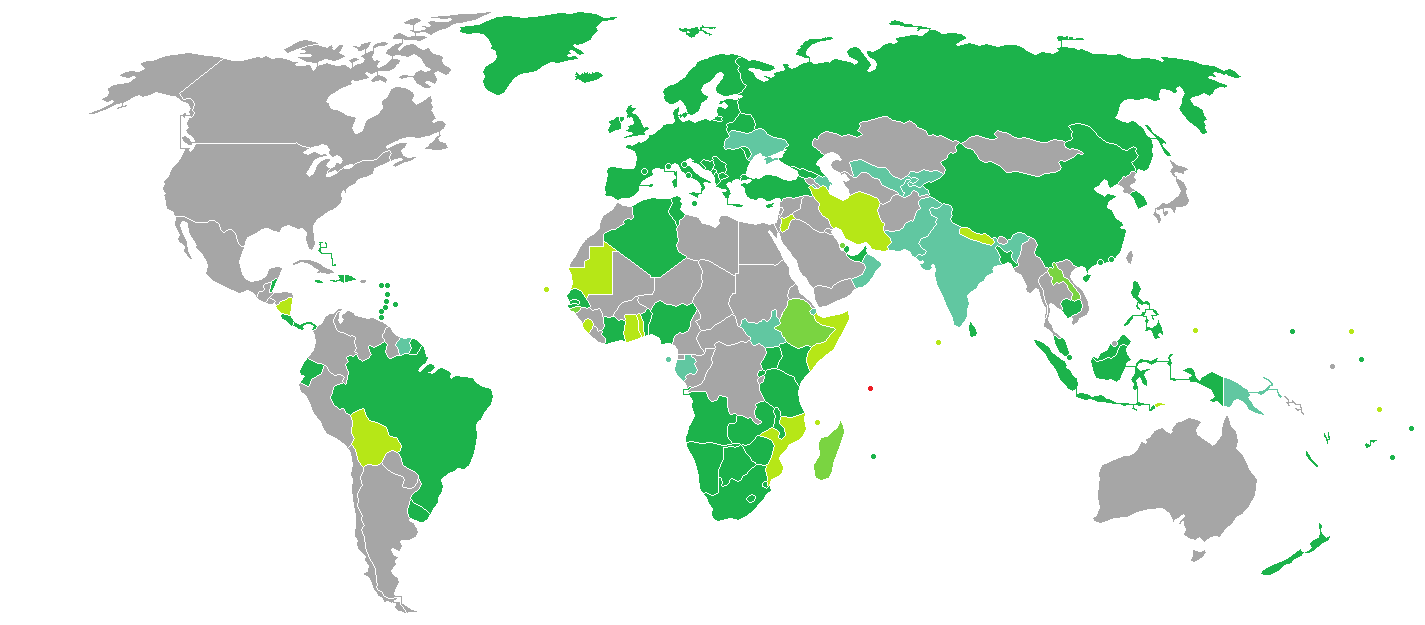
持塞席爾護照的塞席爾人口簽證要求分布圖：入境柬埔寨可以免簽證。

2012年，柬埔寨与塞舌尔签署了签证豁免协议。持柬埔寨護照的柬埔寨公民可以免签证入境塞舌尔，停留不超过14天。而持塞席爾護照的塞席爾公民亦可以免签证入境柬埔寨，停留不超过14天。塞舌尔也是东盟国家之外首个享有免签证入境柬埔寨待遇的国家。

## 经贸合作关系
两国双边贸易额相当有限。2014年，塞舌尔外交部长让-保罗·亚当访问柬埔寨期间，曾经向柬埔寨政府表达了深化兩國貿易关系的潛力，包括加强与柬埔寨在農業管理、水產養殖等領域的技术合作关系和加大进口柬國農產品力度等愿望。

## 協定
| 日期       | 簽署                                                           | 備註  |
| ---------- | -------------------------------------------------------------- | ----- |
| 2010年7月  | 《经济技术合作协议》                                           | [ 6 ] |
| 2012年9月  | 《免簽証協定》                                                 | [ 9 ] |
| 2014年10月 | 《柬埔寨外交与国际合作部与塞舌尔外交部建立雙邊磋商机制的协议》 | [ 8 ] |
| 2014年10月 | 《旅遊和農業發展合作協定》                                     | [ 8 ] |
| 2014年10月 | 《航空服務協議》                                               | [ 8 ] |